# 316 av. J.-C.
Cette page concerne l'année 316 av. J.-C. du calendrier julien proleptique.

## Événements
- Janvier : 
  - Guerres des diadoques : Eumène, stratège en Asie de la régence macédonienne, est vaincu et tué par Antigone le Borgne à la bataille de Gabiène[1]. Antigone déloge ensuite Séleucos de Babylonie. Ce dernier doit fuir vers l’Égypte auprès de Ptolémée. Antigone est maître de l'Asie. Les autres diadoques se coalisent contre lui.
  - Représentation du Dyscolos, comédie de Ménandre aux Lénéennes à Athènes[2].
- 8 mars (23 mars du calendrier romain) : début à Rome du consulat de Spurius Nautius Rutilus et Marcus Popillius Lænas. Dictature de L. Aemilius Mamercinus Privernas. Il reprend la guerre contre les Samnites en partant assiéger Saticula[3].
- Printemps : 
  - Olympias, la mère d'Alexandre le Grand, est assiégée dans Pydna par Cassandre, qui prend la ville et livre Olympias aux parents de ses victimes qui la tuent par lapidation[4].
  - Peu après la prise de Pydna, Cassandre épouse Thessaloniké, fille de Philippe II[5].
  - Le régent Polyperchon quitte la Thessalie et se retire en Étolie[6].
- Été : Cassandre force les Thermopyles gardées par les Étoliens. Arrivée en Béotie, il reconstruit Thèbes (ou en 315[7]). Il marche sur le Péloponnèse, parvient à forcer l'isthme de Corinthe barré par Alexandros, fils du régent Polyperchon et oblige Argos à abandonner l'alliance de Polyperchon ; les villes de Messénie se rallient ; il évite d’affronter Alexandros directement et repart en Macédoine en laissant une garnison de 2 000 hommes commandée par Molycos sur la passe de Geraneia pour occuper l'isthme[5].
- Novembre : Antigonos Monophtalmos mène son armée en Cilicie, où il prend ses quartiers d'hiver[6].

- En Chine, conquête de Chu et de Ba par Qin. Les armées de Qin entrent dans la plaine de Chengdu[8].
- En Inde, le satrape macédonien Peithon doit abandonner le Sind pour l’Arachosie (Kandahar)[9].

- Fondation de Nicée par Antigone le Borgne[10].
- Cassandre fonde Cassandréia sur l'emplacement de Potidée[11].

- Bérénice devient la maîtresse de Ptolémée[12].

## Naissances
- Évhémère, mythographe grec (date approximative).

## Décès
- Eumène de Cardia
- Peithon
- Olympias